# Marry Ntsweng
Marry Ntsweng (19 de dezembro de 1989) é uma futebolista profissional sul-africana que atua como meia.

## Carreira
Marry Ntsweng fez parte do elenco da Seleção Sul-Africana de Futebol Feminino, nas Olimpíadas de 2012. 